# Dolichochaeta longicornis
Dolichochaeta longicornis is een rechtvleugelig insect uit de familie Anostostomatidae. De wetenschappelijke naam van deze soort is voor het eerst geldig gepubliceerd in 1863 door Philippi.